# شارع الأميرات
شارع الأميرات، فصل من فصول سيرة ذاتية هي سيرة روائية للكاتب والرسام والناقد التشكيلي الفلسطيني جبرا إبراهيم جبرا صدرت عن دار الآدب سنة2007. تقع الرواية في 273 صفحة.

## دلالة العنوان
يعكس أبعاداً رمزية وتاريخية واجتماعية وثقافية ترتبط بالمكان والزمان. فشارع الأميرات يمثل فضاءً حضرياً مميزاً في بغداد، ارتبط بالنخبة الهاشمية التي سكنت فيه. اكتسب "شارع الأميرات" اسمه من الأميرتين الهاشميتين، بديعة وجليلة، ابنتي الملك علي، اللتين كانتا من أوائل من بنى فيه دارين سكنيتين مميزتين بلونهما الأصفر. مما جعله رمزاً للرقي والجمال والتاريخ. كما يوثق العنوان فترة مهمة من تاريخ العراق حين كان المجتمع في أوج نهوضه الثقافي والاجتماعي، إذ يشير إلى الطبقة الأرستقراطية التي شكلت جزءاً من الهوية الثقافية للمدينة.

## نبذة

كتاب "شارع الأميرات" لجُبرا إبراهيم جبرا هو مجموعة من فصول السيرة الذاتية التي تعكس تجربة الكاتب الحياتية والثقافية في العراق. يوثق الكتاب الحياة البغدادية في منتصف القرن العشرين، متناولاً شخصيات بارزة، وتطورات اجتماعية وثقافية، وأحداثاً تاريخية مؤثرة. يبرز جبرا تأملاته عن البيئة، الفن، والإنسان، مما يجعل الكتاب شهادة عن زمنه. من أهم فصول الكتاب الفصل السادس والأخير "لميعة والسنة العجائبية"، هذه الأهمية التى يعبر عنها الكاتب بشكل صريح في آخر سطور الكتاب قائلا: "..ما تحدثت عنه هنا ليس إلّا السنة العجائبية 1951، والسنة التي تلتها..."مستحضرا علاقته بلميعة العسكري زوجته واللحظات الجميلة التي ميزت هذه العلاقة. بموازاة ذلك، يخلق كتاب "شارع الأميرات" صحبة مع قارئه، ويجعله يرافق الراوي في سيره ومع الشخصيات التي يلاقيها والأجواء التي يحياها، لا سيّما المناخ الثقافي المزدهر بالعراق في خمسينيات القرن العشرين كتأسيس جماعة بغداد للفن الحديث وجماعة الوقت الضائع وجماعة الانطباعيين...

## ابطال الرواية
- الراوي: الكاتب والراوي الأساسي للأحداث، حيث يسرد تجاربه وخبراته في الحياة العراقية.
- لميعة العسكري: حبيبة جبرا وزوجته التي عادت إلى العراق بعد دراسة الماجستير في الولايات المتحدة.[8]
- عبد العزيز الدوري: أحد الشخصيات المؤثرة في حياة جبرا والذين التقوا به في دمشق. أستاذ ومؤسس كلية الآداب والعلوم في العراق.

## شخصيات مشهورة ذكرت في الرواية
- ماكس مالوان - عالم الآثار الذي قام بتنقيبات في مناطق النمرود. وزوج الكاتبة الشهيرة أجاثا كريستي.
- أجاثا كريستي - كاتبة الروايات البوليسية الشهيرة وزوجة ماكس مالوان.
- عبد الواحد لؤلؤة - طالب متميز وأصبح عالماً من أعلام الثقافة والنقد في العراق.
- متى العقراوي - مدير عام للتعليم العالي ورئيس جامعة بغداد الأسبق.
- خالد الرحال - نحات عراقي موهوب أرسل في بعثة دراسية.
- بلند الحيدري - شاعر وأديب عراقي.
- بدر شاكر السياب - شاعر عراقي مهم.
- مهدي عيسى الصقر - كاتب وروائي عراقي.
- محمود البريكان - شاعر عراقي.
- محمود عبد الوهاب - كاتب وأديب عراقي.
- سعدي يوسف - شاعر وأديب عراقي.
- تحسين قدري - رئيس التشريفات في البلاط الملكي.

## اقتباسات
- "العراق في تلك السنوات كان مسرحًا للنهضة الثقافية، حيث اختلطت الأحلام الكبرى بالواقع الجديد."
- "كانت اللقاءات مع الشخصيات الأدبية والفنية تضيء ليالي بغداد، وتترك أثرًا لا يُمحى في الذاكرة."